# Тищик, Борис Иосифович
Борис Иосифович Тищик (укр. Борис Йосипович Тищик; род. 26 сентября 1936, Львов) — советский и украинский учёный-правовед, специалист в области истории государства и права, кандидат юридических наук (1966), профессор (1991). Заслуженный юрист Украины (2009).